# کم‌اکسیژن (بوم‌شناسی)

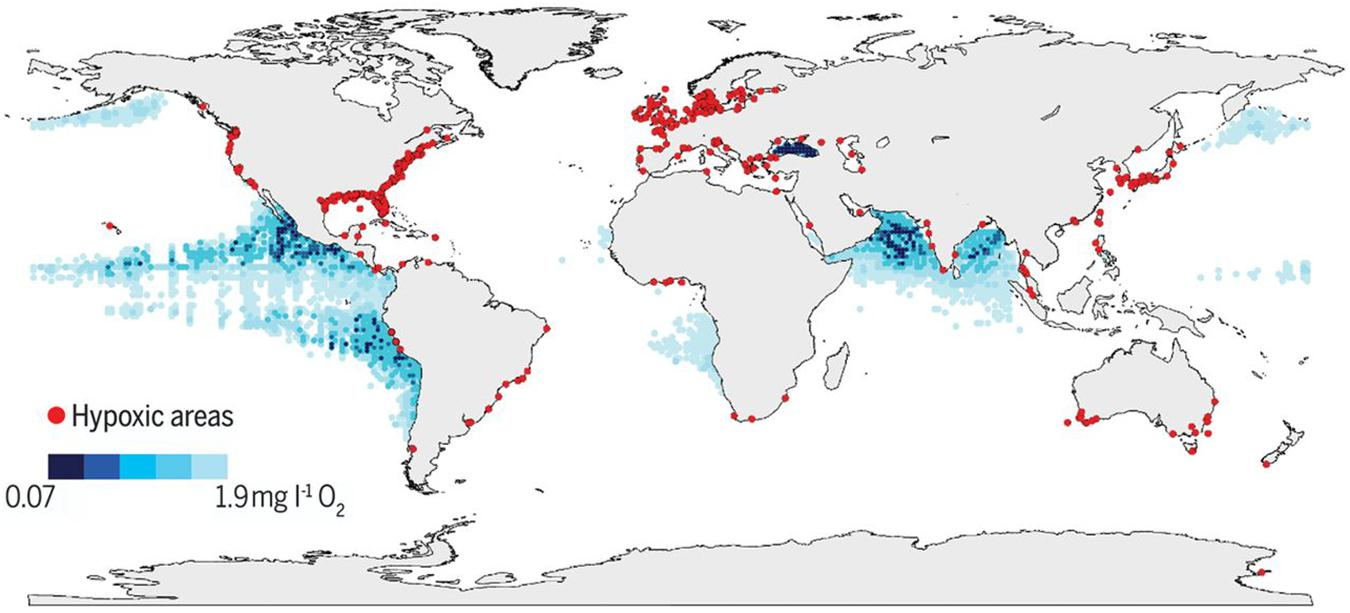
مناطق جهانی هیپوکسی اقیانوس ۲۰۰۹ نقشهٔ جهانی سطح اکسیژن «کم» و «رو به زوال» در اقیانوس باز و آب‌های ساحلی. این نقشه سایت‌های ساحلی را نشان می‌دهد که در آن مواد مغذی انسانی باعث تشدید یا کاهش اکسیژن به <۲ میلی‌گرم در لیتر (<۶۳ میکرومول در لیتر) (نقاط قرمز) شده‌است؛ و همچنین مناطق حد اقل اکسیژن اقیانوس در ۳۰۰ متر (مناطق آبی سایه‌دار).

کم‌اکسیژن یا هیپوکسی (انگلیسی: Hypoxia) به شرایط کمی اکسیژن اشاره دارد. به‌طور معمول، ۲۰٫۹٪ گاز موجود در جو اکسیژن است. فشار نسبی اکسیژن در جو ۲۰٫۹٪ فشار کل فشارسنج است.
در آب، سطح اکسیژن بسیار پایین‌تر است، تقریباً ۷  پی‌پی‌ام ppm که برابر ۰٫۰۰۰۷ درصد در آب با کیفیت خوب وجود دارد و بسته به وجود جانداران فتوسنتز و فاصله نسبی با سطح، به صورت محلی نوسان می‌کند (اگر اکسیژن بیشتری در هوا وجود داشته باشد، در سطح دیگر پخش می‌شود، گرادیان فشار جزئی).